# Белер-Зе
Белер-Зе (нем. Behler See) — озеро в районе Плён и в земле Шлезвиг-Гольштейн, Германия. Расположено между общиной Маленте на востоке и городом Плён на западе, на востоке переходит в озеро Лангензе, на западе — в озеро Хёфтзе. Все эти озёра соединены между собой рекой Швентине. Своё название озеро получило по названию деревни Бель, входящей в общину Гребин и расположенной севернее озера.
Площадь озера составляет 2,775 км², глубина — 43 м, высота над уровнем моря — 22,37 м. Объём воды — 32800000 км³. На берегу расположен палаточный лагерь «Орлиное гнездо» (Adlerhorst).